# End-of-year Internationals 2022
Die End-of-year Internationals 2022 (auch als Autumn Internationals 2022 bezeichnet) waren eine vom 29. Oktober bis zum 26. November 2022 stattfindende Serie von internationalen Rugby-Union-Spielen zwischen Mannschaften der ersten, zweiten und dritten Stärkeklasse. Die Ergebnisse wirkten sich auf die World-Rugby-Weltrangliste aus.
Die von den Mannschaften der Six Nations ausgetragenen Spiele wurden zu Marketingzwecken als Autumn Nations Series bezeichnet.

## Ergebnisse

### Woche 1
| 29. Oktober 2022 14:50 JST | Japan | 31 : 38         | Neuseeland | Nationalstadion, Tokio Zuschauer: 65.188 Schiedsrichter: Nika Amaschukeli (Georgien) |
| 29. Oktober 2022 14:50 JST | Versuche: Yamasawa 35. erh. Nagare 39. erh. Dearns 55. erh. Himeno 77. erh. Erhöhungen: Yamasawa (2/2) Lee (2/2) Straftritte: Yamasawa (1/1) 18. | (17:21) Bericht | Versuche: Retallick 10. erh. Ennor 24. erh. Reece 31. erh. Clarke 41. erh. Sotutu 59. erh. Erhöhungen: Moʻunga (5/5) Straftritte: Moʻunga (1/1) 80.+1 | Nationalstadion, Tokio Zuschauer: 65.188 Schiedsrichter: Nika Amaschukeli (Georgien) |

| 29. Oktober 2022 17:30 WESZ | Schottland                                                                                              | 15 : 16       | Australien                                                                                  | Murrayfield Stadium, Edinburgh Zuschauer: 65.286 Schiedsrichter: Luke Pearce (England) |
| 29. Oktober 2022 17:30 WESZ | Versuche: Smith 10. n.erh. Kinghorn 42. erh. Erhöhungen: Kinghorn (1/2) Straftritte: Kinghorn (1/2) 53. | (5:6) Bericht | Versuche: Slipper 60. erh. Erhöhungen: Foley (1/1) Straftritte: Foley (3/3) 15., 40.+1, 70. | Murrayfield Stadium, Edinburgh Zuschauer: 65.286 Schiedsrichter: Luke Pearce (England) |

Erstmals seit November 2016 siegte Australien gegen Schottland und holte sich den Hopetoun Cup zurück.

### Woche 2
| 4. November 2022 19:45 WET | Irland A       | 19 : 47 | All Blacks XV | RDS Arena, Dublin Schiedsrichter: Matthew Carley (England) |
| 4. November 2022 19:45 WET | (7:19) Bericht |         |               | RDS Arena, Dublin Schiedsrichter: Matthew Carley (England) |

| 5. November 2022 13:00 OEZ | Rumänien | 30 : 23        | Chile | Stadionul Arcul de Triumf, Bukarest Schiedsrichter: Sam Grove-White (Schottland) |
| 5. November 2022 13:00 OEZ | Versuche: Septar 9. erh. Simionescu 25. erh. Cojocaru 72. erh. Erhöhungen: Boldor (2/2) Popa (1/1) Straftritte: Boldor (1/1) 17. Popa (2/3) 35., 62. | (20:5) Bericht | Versuche: Saavedra 31. n.erh. Böhme 49. n.erh. Garafulic 66. erh. Erhöhungen: Videla 63. Straftritte: Videla (2/2) 60., 76. | Stadionul Arcul de Triumf, Bukarest Schiedsrichter: Sam Grove-White (Schottland) |

| 5. November 2022 13:00 WEZ | Schottland | 28 : 12         | Fidschi                                                                   | Murrayfield Stadium, Edinburgh Zuschauer: 58.046 Schiedsrichter: Nic Berry (Australien) |
| 5. November 2022 13:00 WEZ | Versuche: Turner 7. erh. Hastings 39. erh. van der Merwe 49. erh. White 74. erh. Erhöhungen: Hastings (2/2) Kinghorn (2/2) | (14:12) Bericht | Versuche: Tuicuvu 14. n.erh. Rotuisolia 23. erh. Erhöhungen: Botitu (1/1) | Murrayfield Stadium, Edinburgh Zuschauer: 58.046 Schiedsrichter: Nic Berry (Australien) |

- Manasa Saulo spielte zum 50. Mal in einem Test Match für Fidschi.

| 5. November 2022 14:00 MEZ | Italien | 49 : 17        | Samoa                                                                                        | Stadio Plebiscito, Padua Zuschauer: 8457 Schiedsrichter: Christophe Ridley (England) |
| 5. November 2022 14:00 MEZ | Versuche: Brex 21. erh. Bruno (2) 23. erh., 60. erh. Ioane (2) 40. n.erh., 44. erh. Cannone 54. erh. Erhöhungen: Allan (3/4) Garbisi (2/2) Straftritte: Allan (2/2) 10., 28. Garbisi (1/1) 37. | (28:0) Bericht | Versuche: Seuteni 51. erh. Paiaʻaua 71. n.erh. McFarland 79. n.erh. Erhöhungen: Leuila (1/3) | Stadio Plebiscito, Padua Zuschauer: 8457 Schiedsrichter: Christophe Ridley (England) |

| 5. November 2022 15:15 WEZ | Wales | 23 : 55         | Neuseeland | Millennium Stadium, Cardiff Zuschauer: 72.000 Schiedsrichter: Wayne Barnes (England) |
| 5. November 2022 15:15 WEZ | Versuche: Dyer 25. erh. Tipuric 51. erh. Erhöhungen: Anscombe (2/2) Straftritte: Anscombe (3/3) 31., 40.+1, 45. | (13:22) Bericht | Versuche: Taylor (2) 11. erh., 19. erh. J. Barrett (2) 34. n.erh., 77. erh. Smith (2) 47. erh., 54. erh. Savea 65. erh. Taukei’aho 80.+1 erh. Erhöhungen: Moʻunga (5/6) B. Barrett (2/2) Straftritte: Moʻunga (1/1) 5. | Millennium Stadium, Cardiff Zuschauer: 72.000 Schiedsrichter: Wayne Barnes (England) |

- Mit seinem 113. Test Match stellte Aaron Smith einen neuen neuseeländischen Rekord auf und überbot die alte Bestmarke von Daniel Carter.
- Ofa Tu’ungafasi trat zum 50. Mal für Neuseeland an.
- Wayne Barnes leitete zum 100. Mal ein Test Match und egalisierte damit den von Nigel Owens gehaltenen Rekord.

| 5. November 2022 17:30 WEZ | Irland                                                                                      | 19 : 16       | Südafrika                                                                                        | Aviva Stadium, Dublin Zuschauer: 51.000 Schiedsrichter: Nika Amaschukeli (Georgien) |
| 5. November 2022 17:30 WEZ | Versuche: van der Flier 46. n.erh. Hansen 50. n.erh. Straftritte: Sexton (3/3) 3., 35., 74. | (6:6) Bericht | Versuche: Mostert 67. n.erh. Arendse 77. n.erh. Straftritte: Willemse (1/2) 9. Kolbe (1/1) 40.+2 | Aviva Stadium, Dublin Zuschauer: 51.000 Schiedsrichter: Nika Amaschukeli (Georgien) |

- Conor Murray spielte in seinem 100. Test Match für Irland.

| 5. November 2022 18:30 MEZ | Spanien                            | 6 : 40         | Tonga | Estadio Ciudad de Málaga, Málaga Zuschauer: 6.000 Schiedsrichter: Damon Murphy (Australien) |
| 5. November 2022 18:30 MEZ | Straftritte: Vineusa (2/2) 5., 40. | (6:18) Bericht | Versuche: Moli 28. erh. Havili 35. n.erh. Funaki (2) 73. erh., 80. erh. Fifita 78. n.erh. Erhöhungen: Havili (3/3) Straftritte: Havili (2/2) 2., 60. Mausia (1/1) 9. | Estadio Ciudad de Málaga, Málaga Zuschauer: 6.000 Schiedsrichter: Damon Murphy (Australien) |

| 5. November 2022 21:00 MEZ | Frankreich | 30 : 29         | Australien | Stade de France, Saint-Denis Zuschauer: 79.000 Schiedsrichter: Jaco Peyper (Südafrika) |
| 5. November 2022 21:00 MEZ | Versuche: Marchand 40.+1 erh. Penaud 76. n.erh. Erhöhungen: Ramos (1/2) Straftritte: Ramos (6/7) 7., 10., 33., 38., 47., 73. | (19:13) Bericht | Versuche: Foketi 17. erh. Campbell 57. erh. Erhöhungen: Foley (2/2) Straftritte: Foley (4/5) 4., 13., 43., 66. Hodge (1/1) 75. | Stade de France, Saint-Denis Zuschauer: 79.000 Schiedsrichter: Jaco Peyper (Südafrika) |

- Erstmals seit 2014 holte sich Frankreich die Trophée des Bicentenaires zurück.

| 6. November 2022 14:15 WEZ | England | 29 : 30         | Argentinien | Twickenham Stadium, London Zuschauer: 80.790 Schiedsrichter: Andrew Brace (Irland) |
| 6. November 2022 14:15 WEZ | Versuche: Cokanasiga 24. erh. van Poortvliet 54. erh. Erhöhungen: Farrell (2/2) Straftritte: Farrell (5/5) 12., 36., 42., 60., 66. | (16:12) Bericht | Versuche: Boffelli 46. n.erh. Carreras 50. erh. Erhöhungen: Boffelli (1/2) Straftritte: Boffelli (6/6) 9., 15., 33., 38., 63., 69. | Twickenham Stadium, London Zuschauer: 80.790 Schiedsrichter: Andrew Brace (Irland) |

- Dies war Argentiniens erster Sieg über England seit 2009 und der erste Sieg in Twickenham seit 2006.

| 6. November 2022 14:00 GET | Georgien | 34 : 18         | Uruguay | Boris-Paitschadse-Dinamo-Arena, Tiflis Schiedsrichter: Paul Williams (Neuseeland) |
| 6. November 2022 14:00 GET | Versuche: Gorgadse (3) 10. erh., 21. erh., 38. erh. Papidse 44. erh. Erhöhungen: Abschandadse (4/4) Straftritte: Abschandadse (2/3) 8., 69. | (24:13) Bericht | Versuche: Pujadas 29. erh. Silva 67. n.erh. Erhöhungen: Berchesi (1/2) Straftritte: Berchesi (2/2) 2., 32. | Boris-Paitschadse-Dinamo-Arena, Tiflis Schiedsrichter: Paul Williams (Neuseeland) |

### Woche 3
| 12. November 2022 13:00 OEZ | Tonga | 39 : 10        | Chile                                                                             | Stadionul Arcul de Triumf, Bukarest Schiedsrichter: Luc Ramos (Frankreich) |
| 12. November 2022 13:00 OEZ | Versuche: Lousi 35. erh. Pulu 42. erh. Faingaʻanuku 48. n.erh. Funaki 57. erh. Lolohea 79. erh. Erhöhungen: Havili (4/5) Straftritte: Mausia (1/2) 5. Havili (1/1) 33. | (13:3) Bericht | Versuche: Escobar 65. erh. Erhöhungen: Videla (1/1) Straftritte: Videla (1/1) 30. | Stadionul Arcul de Triumf, Bukarest Schiedsrichter: Luc Ramos (Frankreich) |

| 12. November 2022 13:00 WEZ | Irland | 35 : 17         | Fidschi | Aviva Stadium, Dublin Zuschauer: 51.000 Schiedsrichter: Jaco Peyper (Südafrika) |
| 12. November 2022 13:00 WEZ | Versuche: Timoney (2) 15. erh., 20. erh. Baloucoune 25. erh. Hansen 61. erh. Healy 74. erh. Erhöhungen: Carbery (3/3) Crowley (2/2) | (21:10) Bericht | Versuche: Ravouvou 4. erh. Kurovoli 64. erh. Erhöhungen: Tela (1/1) Volavola (1/1) Straftritte: Volavola (1/1) 23. | Aviva Stadium, Dublin Zuschauer: 51.000 Schiedsrichter: Jaco Peyper (Südafrika) |

| 12. November 2022 14:00 MEZ | Italien | 28 : 27        | Australien | Stadio Artemio Franchi, Florenz Zuschauer: 20.321 Schiedsrichter: Brendon Pickerill (Neuseeland) |
| 12. November 2022 14:00 MEZ | Versuche: Bruno 18. erh. Capuozzo (2) 25. erh., 64. n.erh. Erhöhungen: Allan (2/3) Straftritte: Allan (2/4) 1., 52. Padovani (1/2) 74. | (17:8) Bericht | Versuche: Wright 30. n.erh. McReight 43. erh. Robertson 67. erh. Neville 80. n.erh. Erhöhungen: Lolesio (2/3) Straftritte: Lolesio (1/1) 5. | Stadio Artemio Franchi, Florenz Zuschauer: 20.321 Schiedsrichter: Brendon Pickerill (Neuseeland) |

- Zum ersten Mal überhaupt gelang den Italienern ein Sieg über Australien.

| 12. November 2022 14:30 MEZ | Niederlande | 25 : 37         | Kanada | NRCA, Amsterdam Schiedsrichter: Benoît Rousselet (Frankreich) |
| 12. November 2022 14:30 MEZ | Versuche: Limmen 35. erh. Wagemaker 75. erh. Wierenga 80. n.erh. Erhöhungen: Lydon (2/3) Straftritte: Lydon (2/3) 14., 19. | (13:13) Bericht | Versuche: Braude 22. erh. Stevens 50. erh. Rumball 60. erh. Larsen 67. erh. Erhöhungen: Coats (4/4) Straftritte: Coats (3/3) 10., 33., 78. | NRCA, Amsterdam Schiedsrichter: Benoît Rousselet (Frankreich) |

| 12. November 2022 16:00 MEZ | Spanien | 34 : 15         | Namibia                                                                                               | Estadio Nacional Universidad Complutense, Madrid Zuschauer: 5000 Schiedsrichter: Paul Williams (Neuseeland) |
| 12. November 2022 16:00 MEZ | Versuche: del Hoyo 6. erh. Merkler 13. n.erh. Pichardie 49. n.erh. Aurrekoetxea 63. erh. Mateu 74. erh. Erhöhungen: Vinuesa (1/3) Güemes (2/2) Straftritte: Vinuesa (1/1) 36. | (15:12) Bericht | Versuche: Loubser 26. erh. Retief 39. n.erh. Erhöhungen: Loubser (1/2) Straftritte: Loubser (1/1) 52. | Estadio Nacional Universidad Complutense, Madrid Zuschauer: 5000 Schiedsrichter: Paul Williams (Neuseeland) |

| 12. November 2022 18:00 GET | Georgien                                                                                         | 19 : 20        | Samoa | Boris-Paitschadse-Dinamo-Arena, Tiflis Schiedsrichter: Damon Murphy (Australien) |
| 12. November 2022 18:00 GET | Versuche: Tabuzadse 49. n.erh. Kuntelia 66. n.erh. Straftritte: Abschandadse (3/4) 11., 29., 72. | (6:13) Bericht | Versuche: Manu (2) 14. erh., 75. erh. Erhöhungen: Paiaʻaua (1/1) Leuila (1/1) Straftritte: Leuila (2/3) 8., 42. | Boris-Paitschadse-Dinamo-Arena, Tiflis Schiedsrichter: Damon Murphy (Australien) |

| 12. November 2022 15:15 WEZ | England | 52 : 13        | Japan                                                                               | Twickenham Stadium, London Zuschauer: 81.087 Schiedsrichter: James Doleman (Neuseeland) |
| 12. November 2022 15:15 WEZ | Versuche: Steward 12. erh. Smith (2) 25. erh., 74. erh. Porter (2) 40. erh., 50. erh. Genge 48. erh. Strafversuch 70. Erhöhungen: Farrell (6/6) Straftritte: Farrell (1/1) 5. | (24:6) Bericht | Versuche: Saitō 59. erh. Erhöhungen: Lee (1/1) Straftritte: Yamasawa (2/2) 32., 35. | Twickenham Stadium, London Zuschauer: 81.087 Schiedsrichter: James Doleman (Neuseeland) |

- Henry Slade absolvierte sein 50. Test Match für England.

| 12. November 2022 17:30 WEZ | Wales | 20 : 13        | Argentinien                                                                                | Millennium Stadium, Cardiff Zuschauer: 59.662 Schiedsrichter: Ben O’Keeffe (Neuseeland) |
| 12. November 2022 17:30 WEZ | Versuche: Faletau 32. erh. Williams 47. erh. Erhöhungen: Anscombe (2/2) Straftritte: Anscombe (2/2) 37., 63. | (10:6) Bericht | Versuche: Chaparro 69. erh. Erhöhungen: Boffelli (1/1) Straftritte: Boffelli (2/2) 8., 14. | Millennium Stadium, Cardiff Zuschauer: 59.662 Schiedsrichter: Ben O’Keeffe (Neuseeland) |

| 12. November 2022 21:00 MEZ | Frankreich | 30 : 26         | Südafrika | Stade Vélodrome, Marseille Zuschauer: 62.500 Schiedsrichter: Wayne Barnes (England) |
| 12. November 2022 21:00 MEZ | Versuche: Baille 21. erh. Falatea 75. n.erh. Erhöhungen: Ramos (1/2) Straftritte: Ramos (6/6) 3., 17., 40.+1, 46., 59., 79. | (16:10) Bericht | Versuche: Kolisi 30. erh. Arendse 51. erh. Erhöhungen: Kolbe (1/1) de Klerk (1/1) Straftritte: Kolbe (2/2) 26., 43. de Klerk (1/1) 55. Willemse (1/1) 64. | Stade Vélodrome, Marseille Zuschauer: 62.500 Schiedsrichter: Wayne Barnes (England) |

| 13. November 2022 13:30 OEZ | Rumänien                                                                               | 16 : 21        | Uruguay | Stadionul Arcul de Triumf, Bukarest Schiedsrichter: Pierre Brousset (Frankreich) |
| 13. November 2022 13:30 OEZ | Versuche: Chirică 26. erh. Erhöhungen: Popa (1/1) Straftritte: Popa (3/3) 7., 17., 78. | (13:6) Bericht | Versuche: Amaya (2) 71. n.erh., 80.+1 erh. Erhöhungen: Berchesi (1/2) Straftritte: Berchesi (3/3) 12., 21., 58. | Stadionul Arcul de Triumf, Bukarest Schiedsrichter: Pierre Brousset (Frankreich) |

- Florin Surugiu spielte zum 100. Mal für Rumänien.

| 13. November 2022 14:00 WEZ | Barbarians      | 35 : 31 | All Blacks XV | Tottenham Hotspur Stadium, London Zuschauer: 35.000 Schiedsrichter: Luke Pearce (England) |
| 13. November 2022 14:00 WEZ | (21:17) Bericht |         |               | Tottenham Hotspur Stadium, London Zuschauer: 35.000 Schiedsrichter: Luke Pearce (England) |

| 13. November 2022 14:15 WEZ | Schottland | 23 : 31         | Neuseeland | Murrayfield Stadium, Edinburgh Zuschauer: 67.144 Schiedsrichter: Frank Murphy (Irland) |
| 13. November 2022 14:15 WEZ | Versuche: Strafversuch 12. Graham 14. erh. Erhöhungen: Russell (1/1) Straftritte: Russell (3/3) 31., 43., 54. | (17:14) Bericht | Versuche: Taukei’aho 3. erh. Telea (2) 7. erh., 75. erh. S. Barrett 66. erh. Erhöhungen: J. Barrett (4/4) Straftritte: J. Barrett (1/1) 63. | Murrayfield Stadium, Edinburgh Zuschauer: 67.144 Schiedsrichter: Frank Murphy (Irland) |

### Woche 4
| 19. November 2022 12:45 OEZ | Tonga | 43 : 19         | Uruguay                                                                                  | Stadionul Arcul de Triumf, Bukarest Schiedsrichter: Craig Evans (Craig Evans) |
| 19. November 2022 12:45 OEZ | Versuche: Funaki 8. erh. Fifita 16. erh. Pulu 25. erh. Taumoepeau 35. n.erh. Tameifuna 56. n.erh. Paea 69. erh. Sakalia 73. n.erh. Erhöhungen: Havili (3/5) Mausia (1/2) | (26:12) Bericht | Versuche: Vilaseca 19. erh. Strafversuch 32. Amaya 66. erh. Erhöhungen: Etcheverry (1/2) | Stadionul Arcul de Triumf, Bukarest Schiedsrichter: Craig Evans (Craig Evans) |

- Erstes Spiel zwischen diesen Mannschaften.

| 19. November 2022 13:00 WEZ | Wales                                                                  | 12 : 13        | Georgien | Millennium Stadium, Cardiff Zuschauer: 63.585 Schiedsrichter: Andrea Piardi (Italien) |
| 19. November 2022 13:00 WEZ | Versuche: Morgan (2) 20. erh., 24. n.erh. Erhöhungen: Priestland (1/2) | (12:3) Bericht | Versuche: Todua 59. erh. Erhöhungen: Abschandadse (1/1) Straftritte: Abschandadse (1/2) 2. Matkawa (1/1) 78. | Millennium Stadium, Cardiff Zuschauer: 63.585 Schiedsrichter: Andrea Piardi (Italien) |

- Erster Sieg Georgiens über Wales und erster Auswärtssieg gegen eine Mannschaft der ersten Stärkeklasse.

| 19. November 2022 14:00 MEZ | Italien | 21 : 63         | Südafrika | Stadio Luigi Ferraris, Genua Zuschauer: 26.457 Schiedsrichter: Matthew Carley (England) |
| 19. November 2022 14:00 MEZ | Versuche: Capuozzo 11. erh. Cannone 61. n.erh. Erhöhungen: Allan (1/2) Straftritte: Allan (3/3) 8., 21., 45. | (13:18) Bericht | Versuche: Arendse (4) 2. n.erh., 48. erh., 63. n.erh., 69. erh. Mbonambi 30. erh. Kolbe 45. n.erh. Smith 55. erh. Willemse 73. erh., Reinach 79. erh. Erhöhungen: Kolbe (1/2) Libbok (5/6) Straftritte: Kolbe (2/2) 10., 26. | Stadio Luigi Ferraris, Genua Zuschauer: 26.457 Schiedsrichter: Matthew Carley (England) |

| 19. November 2022 14:30 MEZ | Kanada | 37 : 43         | Namibia | NRCA, Amsterdam Schiedsrichter: Jordan Way (Australien) |
| 19. November 2022 14:30 MEZ | Versuche: Quattrin (2) 10. erh., 49. erh. Thomas (2) 18. erh., 28. erh. Erhöhungen: Coats (4/4) Straftritte: Coats (3/3) 2., 66., 77. | (24:24) Bericht | Versuche: Ludick 7. erh. Ludwig 22. n.erh. van der Westhuizen (2) 37. erh., 72. n.erh. Deysel 39. n.erh. van den Berg 63. n.erh. Kisting 80.+1 erh. Erhöhungen: Loubser (2/4) Kisting (3/3) | NRCA, Amsterdam Schiedsrichter: Jordan Way (Australien) |

- Dies war der erste Sieg Namibias über Kanada.

| 19. November 2022 15:00 MEZ | Barbarians français | 46 : 14 | Fidschi | Stade Pierre-Mauroy, Lille Zuschauer: 18.782 Schiedsrichter: Chris Busby (Irland) |
| 19. November 2022 15:00 MEZ | (26:7) Bericht      |         |         | Stade Pierre-Mauroy, Lille Zuschauer: 18.782 Schiedsrichter: Chris Busby (Irland) |

| 19. November 2022 15:15 WEZ | Schottland | 52 : 29         | Argentinien | Murrayfield Stadium, Edinburgh Zuschauer: 61.811 Schiedsrichter: Karl Dickson (England) |
| 19. November 2022 15:15 WEZ | Versuche: Tuipulotu (2) 11. erh., 55. erh. van der Merwe 24. erh. Graham (3) 28. n.erh., 42. n.erh., 77. erh. Redpath 68. erh. Hogg 74. erh. Erhöhungen: Russell (6/8) | (19:15) Bericht | Versuche: de la Fuente (3) 16. n.erh., 39. erh., 80.+7 erh. Boffelli 52. erh. Erhöhungen: Boffelli (2/3) Sánchez (1/1) | Murrayfield Stadium, Edinburgh Zuschauer: 61.811 Schiedsrichter: Karl Dickson (England) |

| 19. November 2022 16:45 OEZ | Rumänien | 0 : 22         | Samoa | Stadionul Arcul de Triumf, Bukarest Zuschauer: 3.000 Schiedsrichter: Mathieu Raynal (Frankreich) |
| 19. November 2022 16:45 OEZ |          | (0:22) Bericht | Versuche: Seuteni 6. erh. Seu 15. erh. Toomaga-Allen 37. erh. Erhöhungen: Toala (2/2) Straftritte: Toala (1/1) 12. | Stadionul Arcul de Triumf, Bukarest Zuschauer: 3.000 Schiedsrichter: Mathieu Raynal (Frankreich) |

| 19. November 2022 17:30 WEZ | England | 25 : 25        | Neuseeland | Twickenham Stadium, London Zuschauer: 81.367 Schiedsrichter: Nic Berry (Australien) |
| 19. November 2022 17:30 WEZ | Versuche: Stuart (2) 72. n.erh., 79. erh. Steward 74. erh. Erhöhungen: Smith (2/3) Straftritte: Farrell (1/1) 26. Smith (1/1) 42. | (3:17) Bericht | Versuche: Papalii 4. erh. Taylor 9. erh. Ioane 50. n.erh. Erhöhungen: J. Barrett (2/3) Straftritte: J. Barrett (1/1) 42. Dropgoals: B. Barrett (1/1) 71. | Twickenham Stadium, London Zuschauer: 81.367 Schiedsrichter: Nic Berry (Australien) |

- Owen Farrell spielte zum 100. Mal in einem Test Match für England.
- Brodie Retallick spielte zum 100. Mal in einem Test Match für Neuseeland.
- Neuseeland verteidigte den Hillary Shield.

| 19. November 2022 20:00 WEZ | Irland                                                                                              | 13 : 10       | Australien                                                                     | Aviva Stadium, Dublin Zuschauer: 51.000 Schiedsrichter: Ben O’Keeffe (Neuseeland) |
| 19. November 2022 20:00 WEZ | Versuche: Aki 65. erh. Erhöhungen: Crowley (1/1) Straftritte: Crowley (1/1) 9. Ross Byrne (1/1) 75. | (3:0) Bericht | Versuche: Petaia 69. erh. Erhöhungen: Foley (1/1) Straftritte: Foley (1/1) 55. | Aviva Stadium, Dublin Zuschauer: 51.000 Schiedsrichter: Ben O’Keeffe (Neuseeland) |

| 20. November 2022 15:15 MEZ | Frankreich | 35 : 17        | Japan                                                                                   | Stadium Municipal, Toulouse Zuschauer: 32.000 Schiedsrichter: Andrew Brace (Irland) |
| 20. November 2022 15:15 MEZ | Versuche: Penaud (2) 6. erh., 59. erh. Ollivon 35. erh. Jelonch 72. erh. Erhöhungen: Ramos (3/4) Straftritte: Ramos (3/3) 12., 16., 30. | (21:3) Bericht | Versuche: Saitō (2) 41. erh., 62. erh. Erhöhungen: Lee (2/2) Straftritte: Lee (1/1) 20. | Stadium Municipal, Toulouse Zuschauer: 32.000 Schiedsrichter: Andrew Brace (Irland) |

### Woche 5
| 26. November 2022 15:15 WEZ | Wales | 34 : 39         | Australien | Millennium Stadium, Cardiff Schiedsrichter: Matthew Carley (England) |
| 26. November 2022 15:15 WEZ | Versuche: Morgan (2) 9. erh., 46. erh. Faletau 21. erh. Dyer 51. erh. Erhöhungen: Anscombe (4/4) Straftritte: Anscombe (2/2) 18., 27. | (20:13) Bericht | Versuche: Fainga’a 33. erh., 57. n.erh., 67. erh., 77. erh. Strafversuch 72. Erhöhungen: Donaldson (3/4) Straftritte: Donaldson (2/2) 3., 14. | Millennium Stadium, Cardiff Schiedsrichter: Matthew Carley (England) |

| 26. November 2022 17:30 WEZ | England                                                                                | 13 : 27        | Südafrika | Twickenham Stadium, London Schiedsrichter: Angus Gardner (Australien) |
| 26. November 2022 17:30 WEZ | Versuche: Slade 71. erh. Erhöhungen: Farrell (1/1) Straftritte: Farrell (2/2) 13., 46. | (3:14) Bericht | Versuche: Arendse 32. n.erh. Etzebeth 49. erh. Erhöhungen: de Klerk (1/2) Straftritte: de Klerk (3/3) 18., 40., 57. Dropgoals: Willemse (2/2) 30., 41. | Twickenham Stadium, London Schiedsrichter: Angus Gardner (Australien) |